# Maria de Montpeller

Escut dels Senyors de Montpeller

Maria de Montpeller, (ca. 1182 - Roma, 21 de gener del 1213) fou senyora baronessa de Montpeller, muller del rei Pere I i mare del rei Jaume I. Era filla de Guilhèm VIII de Montpeller i d'Eudòxia Comnena de Constantinoble.

## Matrimoni i descendents
- ∞ 1194, vescomte Ramon Jofre «Barral», vescomte de Marsella, que morí el mateix any.
- ∞ 1197, comte Bernat IV de Comenge, que la repudià el 1201. Fills:
  - Matilda de Comenge i Montpeller
  - Peronella de Comenge i Montpeller
- ∞ 1204, rei Pere II d'Aragó. Fills:
  - Rei Jaume I d'Aragó
  - Sança d'Aragó (1205-1206)

## Biografia
A l'edat d'onze anys fou casada amb Barral, vescomte de Marsella. El 1197, enviudà i el seu pare la va donar a Bernat, comte de Comenge, per tal d'allunyar-la de Montpeller i cedir l'heretatge al seu fill il·legitimat per l'Església catòlica, Guilhèm IX de Tolosa, germanastre de Maria. Davant d'aquesta jugada els habitants de Montpeller es van revoltar, expulsant Guilhèm de la ciutat per tal d'entronitzar-la a ella.
Maria va ser repudiada pel seu marit l'any 1201, poc abans de la mort del seu pare, i el 15 de juny de 1204 es va casar amb Pere II d'Aragó "el Catòlic". El rei d'Aragó i la senyora de Montpeller aprovaren aleshores importants privilegis i l'autonomia comunal. El 1205, el rei en Pere II va prometre la seva filla Sança amb Ramon VI de Tolosa contra la voluntat de Maria; després, el rei es volgué divorciar per casar-se amb Maria de Montferrat, hereva del reialme de Jerusalem. Maria reclamà justícia al papa a Roma, i va establir al seu testament que deixava totes les seves propietats i títols al seu fill, el futur Jaume I, i que en cas que Maria morís seria Innocenci III qui tindria la custòdia del nen. Poc després va morir a la mateixa Roma el 21 d'abril de 1213 i va ser enterrada a l'antiga basílica de Sant Pere.

## Maria de Montpeller segons Desclot
El cronista Bernat Desclot explica: 
| « | Succeí que el rei feia molt temps que no ho feia amb la seva dona, i al cap d'un temps, quan el rei era en un castell molt a prop de Montpeller, amava i tenia per amiga una dona de gran condició, molt bella, que el seu assessor, home bo i lleial, -sembla que anomenat Guillem d'Alcalà- i que molt privat en aquestes qüestions, la portava al castell. La madona Maria de Montpeller se n'assabentà i cridà al majordom del rei, un cop davant d'ella li va dir: "Amic, sigueu benvingut, us he fet venir perquè sé que sou un lleial i bon home en qui puc confiar, us demano que m'ajudeu en allò que us diré. Vós sabeu bé que el meu marit el rei, no vol ésser amb mi a la cambra, per la qual cosa jo estic molt disgustada, motiu pel qual encara no ha nascut de mi un infant d'ell i que seria l'hereu de Montpeller. Sé que el rei s'entén amb una dona que ve de tant en tant al castell, i que vós sou l'home de confiança. Jo us demano que, quan li porteu la dona, vingueu a mi en privat i em porteu a la cambra en lloc d'ella, i jo em ficaré al seu llit. Ho hem de fer a les fosques, és a dir, que no hi hagi llum, dient-li al rei que la dona ho vol així per tal que no sigui coneguda. I jo, que tinc fe en Déu que, aquella nit, engendrarem un infant que serà un gran bé i un gran honor per a tot el regne. "Madona", li va dir el majordom, "estic disposat a fer tot allò que desitgeu, sobretot en assumptes que siguin del vostre honor i profit. Estigueu-vos segura que no diré pas res a ningú de tot això que m'haveu dit, encara que tinc por de la ira del rei". "Amic", li digué la dona, "no tingueu por, que jo ho faré tot de tal manera, que tindreu tant honor com no l'haveu tingut mai. "Madona", tornà a dir-li el majordom, "grans mercès! Sapigueu que jo faré tot el que em maneu, i com és així, no ho retardem més. Ara arrangeu-vos perquè el rei m'ha demanat que aquest vespre li porti al castell aquella dona que vós sabeu. Jo us vindré a buscar i calladament us portaré al castell, us ficareu a la seva cambra, i ja sabeu què heu de fer". "Amic", li digué la dona, "em plau molt el que em digueu. Aneu, doncs, i penseu què heu de fer, al vespre veniu a buscar-me". El majordom va acomiadar-se'n. Al vespre, el rei li va demanar que li portés aquella dona per passar la nit amb ell al llit. "Senyor", va dir el majordom, "de seguida, però us haig de dir una cosa que m'ha demanat ella, us prega que no sigui vista per ningú, ni home, ni dona, ni donzella". "Vós", digué el rei al seu servent, "feu el millor que pugueu, que jo ho vull tal com ella vulgui". L'home lleial, anà a cercar la madona i amb una donzella i dos cavallers, la portà a la cambra del rei i allí la deixà. Ella es va despullar i es va ficar al llit del rei, abans però feu apagar totes les llums. | » |

## Maria de Montpeller segons Muntaner
Es veu que, a l'alba de la nit de l'engendrament, eren presents a la cambra del rei, com a testimonis, els prohoms, prelats i dones, tal com ho diu el cronista Ramon Muntaner, en un poema joglaresc, reconstruït per Soldevila
| E com fo alba los prohòmens tots e prelats, e hòmens de religió e dones cascú ab son ciri en la mà entraren en la cambra e lo senyor rei meravellà’s, e saltà tantost sobre el llit e pres l'espasa en la mà, e tuit agenollaren-se e digueren plorant: "Senyor, mercè sia de gràcia e que de mercè vostra que vejats qui us jau de prop". | E la regina dreçà’s E lo senyor rei conec-la... E contaren-li tot per ço que havien tractat. Que plaguès Déu fos complit llur enteniment. |